# Dallerspindlar
Dallerspindlar (Pholcidae) är en familj av spindlar som beskrevs av Carl Ludwig Koch 1851. Enligt Catalogue of Life omfattar familjen Pholcidae 984 arter. 
De flesta arterna lever i tropiska och subtropiska regioner. Familjens medlemmar påminner med sina långa ben om lockespindlar (Opiliones) men de har en midja mellan framkroppen (prosoma) och bakkroppen (opisthosoma). Fram- och bakkropp har en något långsträckt cylindrisk form.
Dallerspindlar skapar ett nät för att fånga byten. Deras namn syftar på arternas vana att sätta nätet i dallrande rörelse när de känner sig hotade. På så sätt blir spindeln osynlig för potentiella fiender. Arter som lever i Europa hittas ofta i byggnader, bland annat den cirka 10 mm långa större dallerspindeln och den ungefär 5 mm långa arten Pholcus opilionoides.

## Dottertaxa till dallerspindlar, i alfabetisk ordning[1][2]
- Aetana
- Anansus
- Anopsicus
- Artema
- Aucana
- Aymaria
- Belisana
- Blancoa
- Bryantina
- Buitinga
- Calapnita
- Canaima
- Carapoia
- Carupania
- Cenemus
- Ceratopholcus
- Chibchea
- Chisosa
- Ciboneya
- Coryssocnemis
- Crossopriza
- Enetea
- Falconia
- Galapa
- Gertschiola
- Guaranita
- Holocneminus
- Holocnemus
- Hoplopholcus
- Ibotyporanga
- Ixchela
- Kambiwa
- Khorata
- Leptopholcus
- Litoporus
- Mecolaesthus
- Mesabolivar
- Metagonia
- Micromerys
- Micropholcus
- Modisimus
- Mystes
- Nerudia
- Ninetis
- Nita
- Nyikoa
- Ossinissa
- Otavaloa
- Panjange
- Papiamenta
- Paramicromerys
- Pehrforsskalia
- Pholciella
- Pholcoides
- Pholcophora
- Pholcus
- Physocyclus
- Pisaboa
- Pomboa
- Priscula
- Psilochorus
- Quamtana
- Queliceria
- Sanluisi
- Savarna
- Smeringopina
- Smeringopus
- Spermophora
- Spermophorides
- Stenosfemuraia
- Stygopholcus
- Systenita
- Tainonia
- Teuia
- Tibetia
- Tolteca
- Trichocyclus
- Tupigea
- Uthina
- Wanniyala
- Waunana
- Wugigarra
- Zatavua